# Myrabolia brevicornis
Myrabolia brevicornis – gatunek chrząszcza z rodziny Myraboliidae.

## Taksonomia
Gatunek opisany został w 1842 roku przez Wilhelma Ferdinanda Erichsona, jako Silvanus brevicornis. Do rodzaju Myrabolia przeniósł go Thomas Blackburn w 1903 roku.

## Opis
Ciało długości od 2,85 do 3,65 mm, podłużno-owalne, jednolicie ciemnobrązowe, pokryte gęsto raczej długimi włoskami. Boki przedplecza prawie proste, piłkowane. Tylne jego kąty ze słabym ząbkiem. Powierzchnia gęsto punktowana. Wyrostek przedpiersia silnie rozszerzony na wierzchołku. Pokrywy z punktowanymi rzędami i bardzo słabo piłkowanymi krawędziami w okolicy ramieniowej. Tegumen i paramery samca walcowate.

## Rozprzestrzenienie
Gatunek ten jest endemitem Australii, rozprzestrzenionym od Tasmanii, przez Wiktorię, Nową Południową Walię po północne Queensland.